# Малами
Малами — козацько-старшинський (згодом — дворянський і баронський) рід молдовського походження, засновником якого був Андріяш (Андрій) Дмитрович Малама (? — до 1730). Він 1706 року виїхав з міста Дубоссари (нині місто в Молдові), оселився в Гетьманщині та обіймав посаду охочекомонного полковника (1708–09). Його нащадки посідали уряди військових і бунчукових товаришів. До роду належали:
- Володимир Федорович (1841—1909) — громад. діяч, катеринославський повітовий предводитель дворянства (1881—1896), гласний Катеринославських губернських і повітових земських зборів;
- Олександр Валеріанович[ru] (1855 — ?) — таємний радник, кінолог;
- Яків Дмитрович (1841—1912) — генерал від кавалерії (1906), начальник штабу Київського військового округу (1890—1892), наказний отаман Кубанського козацького війська (1892—1904), помічник кавказького намісника (1905—1907);
- Микола Дмитрович[ru] (1845—1913) — статський радник, кубанський архітектор;
- Павло Миколайович (1859—1920) — громадський діяч і письменник, голова Кременчуцького та віцепрезидент Полтавського сільськогосподарського товариств, член III Державної думи, автор праць з історії Полтавщини;
- Борис Захарович[ru] (1878—1972) — доктор медицини, лейбмедик Імператорського двору, дійсний статський радник;
- Володимир Володимирович[ru] (1872 — ?) — камер-юнкер Імператорського двору (1909), катеринославський повітовий предводитель дворянства (1902), автор праці «Род Малама» (Катеринослав, 1912).

1787 року двоє з онуків засновника роду — брати майор Олександр Іванович (1749—1813) та поручик Іван Іванович (1760—1811) — отримали грамоту на баронську гідність «Священної Римської імперії германської нації». Баронська гілка роду швидко згасла.